# Farndon
Farndon is een civil parish in het bestuurlijke gebied Cheshire West and Chester, in het Engelse graafschap Cheshire met 1653 inwoners.

## Overleden
- Eduard de Oudere (874/877-924), koning der Angelsaksen (899-924)